# Oxsjön, Ångermanland
Oxsjön är en sjö i Sollefteå kommun i Ångermanland och ingår i Ångermanälvens huvudavrinningsområde. Sjön har en area på 0,187 kvadratkilometer och ligger 230,3 meter över havet. Sjön avvattnas av vattendraget Skäljån.

## Delavrinningsområde
Oxsjön ingår i det delavrinningsområde (703996-155833) som SMHI kallar för Utloppet av Åssjön. Medelhöjden är 259 meter över havet och ytan är 13,13 kvadratkilometer. Det finns inga avrinningsområden uppströms utan avrinningsområdet är högsta punkten. Skäljån som avvattnar avrinningsområdet har biflödesordning 3, vilket innebär att vattnet flödar genom totalt 3 vattendrag innan det når havet efter 92 kilometer. Avrinningsområdet består mestadels av skog (86 procent). Avrinningsområdet har 1,05 kvadratkilometer vattenytor vilket ger det en sjöprocent på 8 procent.